# Agul'sky (huyện)
Huyện Agul'sky (tiếng Nga: ? райо́н) là một huyện hành chính tự quản (raion), của Dagestan, Nga. Huyện có diện tích 812 km². Trung tâm của huyện đóng ở Tpig.